# Ильясова, Майра Алимгажиновна
Майра Алимгажиновна Ильясова (девичья фамилия Ибраева; каз. Майра Әлімғажинқызы Ілиясова; 3 мая 1955; Аксуат, Восточно-Казахстанская область, КазССР, СССР) — советская и казахская певица, музыкальный продюсер, музыкальный педагог. Народная артистка Казахстана (2024), Заслуженная артистка Казахстана (1995). 

## Биография
Родилась 3 мая 1955 года в Аксуате Тарбагатайского района Восточно-Казахстанской области. Происходила из подрода Мурын рода Каракерей племени Найман Среднего жуза.
В 1979 году окончила Алма-Атинское республиканское эстрадное цирковое училище по классу народного артиста Казахской ССР, профессора Кайрата Байбосынова.
В 1985 году окончила с отличием театральный факультет Алматинского государственного театрально-художественного института по классу народного артиста Казахской ССР, профессора Каукена Кенжетаева и заслуженной артистки Казахской ССР, профессора Рахиляма Машуровой.
Автор авторитетных программ, таких как «Сағындырған әндер ай», «Жан Анам», «Алтын домбра», «Күміс күмей, жез таңдай» и др.
Директор продюсерского центра «Майра».
В настоящее время преподаватель, декан факультета «традиционная песня» Казахского национального университета искусств (г. Нур-Султан).

## Творчество
Манера исполнения Майры Ильясовой проста и реалистична. В его репертуаре казахские народные песни, такие как:
- каз. «Бүлдірген»
- каз. «Аққұм»
- каз. «Арман-ай»
- каз. «Бурылтай»
- каз. «Жылқы ішінде ала жүр»
- каз. «Дархан-ай»
- каз. «Ахау керім»
- каз. «Сандал керім»
- каз. «Япырай»
- каз. «Құралай»
- каз. «Әніме майда қоңыр салайын -ай»
- каз. «Мойынқұмда»
- каз. «Қалқатайдың дауысы—ай»
- каз. «Ой бұраң бел—ай»
- каз. «Ақ көйлек»
- каз. «Екі жирен»

Популярные песни из репертуара Майры Ильясовой:
- каз. «Қызыма»
- каз. «Бақыт құшағында»
- каз. «Айналдым, елім»
- каз. «Шақырады көктем»
- каз. «Біз екеуміз»
- каз. «Қариялар азайып бара жатыр»
- каз. «Анаға сәлем»
- каз. «Аңсағаным»
- каз. «Ана туралы жыр»
- каз. «Мойынқұмда»
- каз. «Қараңғы түнде тау қалғып»
- каз. «Еділ мен Жайық»

## Награды и звания
- 1995 — присвоено почётное звание «Қазақстанның еңбек сіңірген әртісі» (Заслуженная артистка Республики Казахстан) — за значительный вклад в развитие песенного искусства.
- 2006 — Орден «Курмет» (Почёта)
- 2007 — Национально-общественная премия в области благотворительности «Алтын Жүрек» («Золотых сердец»)[4]
- 2013 — Орден «Парасат»[5]
- звания «Почётный гражданин Тарбагатайского района» (Восточно-Казахстанской области) и др.
- 2024 (23 октября) — присвоено почётное звание «Народный артист Казахстана».[6]
- 2025 (3 мая) — Благодарственное письмо Президента РК — за заслуги в отечественном песенном искусстве и в связи с 70-летием со дня рождения.;
- 2025 (11 мая) — Медаль «Ветеран труда Казахстана»;